# Гейтсхед (футбольний клуб)
ФК «Гейтсхед» (англ. Gateshead Football Club) — англійський футбольний клуб з однойменного міста, заснований у 1977 році. Виступає в Національній лізі. Домашні матчі приймає на стадіоні «Інтернешнл Стедіум», місткістю 11 800 глядачів.